# Will Yun Lee
Will Yun Lee (Condado de Arlington, 22 de março de 1971) é um ator e lutador de artes marciais norte-americano.

## Biografia
Lee nasceu no Condado de Arlington, em Virginia. Seus pais são Jing Ja Lee e Soo Wong Lee, um mestre em taekwondo. Em seguida estudou na Universidade da Califórnia em Berkeley, onde recebeu bolsa integral de estudos por ser praticante de taekwondo. Inicialmente, era mais conhecido por seu papel como Danny Woo em Witchblade. Em 2002 foi eleito pela revista People como uma das 50 pessoas mais bonitas e logo recebeu convites para atuar nos filmes Die Another Day, Torque (filme) e Elektra. Também participou das minisséries Thief, da FX, Fallen, da ABC Family, e Bionic Woman, da NBC. Em novembro de 2007 foi eleito novamente pela revista People em uma categoria similar à primeira.

## Filmografia

### Televisão
- Hustle (2007)
- Bionic Woman (2007)
- Fallen (2006–2007)
- Tsunami: The Aftermath (2006)
- Thief (2006)
- Witchblade (2001)
- Witchblade (2000)
- The Disciples (2000)
- Estrelou no vídeo de Lil' Jon chamado "Roll Call"
- Estrelou no vídeo de Mariah Carey chamado "Boy"
- Sang Min na série Hawaii Five-0 (2010)
- Takeshi Kovacs[3] em Altered Carbon (2018)
- The Good Doctor (2018–2024)

### Filmes
- What's Cooking? (2000)
- Kung Fu: The New Dragon (2000)
- Die Another Day (2002)
- Four Reasons (2002)
- Face (2002)
- Torque (2004)
- Elektra (2005)
- The Slanted Screen (2006)
- The Seed (2008)
- The King of Fighters (2010)
- Wolverine Imortal (2013)
- Spy (2015)
- San Andreas (2015)

### Jogos eletrônicos
- Sleeping Dogs (2012)